# Maretići
Maretići su hrvatski plemićki rod nastao od starog plemena Klokočana. Prezime je izvedeno od hipokoristika za ime Marija. Kako je već rečeno, Maretići potječu od Klokočana te su jedan od njegovih većih ogranaka. 
Drugi ogranci tog plemena su npr. Otmići, Vojkovići, Šimunčići, Vojnovići, Polažanići i Stepići. Sva ova nabrojana prezimena su s područja Korduna gdje su u matičnoj kući na upravu držali po nekoliko sela. Klokočani plemićima postaju, a samim time i ove navedene kuće, 9. siječnja 1224. godine povlasticom kralja Bele IV.
Istakli su se u borbama s Turcima za utvrđeni grad Klokoč, ali ga Turci nakratko osvajaju 1566. te u tom napadu ubijaju kapetana grada Ivana Maretića. Turci, međutim, osvajaju grad 1592. nakon čega ga Maretići napuštaju i sele se po Hrvatskoj, ali i BiH gdje se ističu kao ratoborna obitelj. U BiH od njih ostaje na području Čalića obitelj Glamuzina. Tijekom velike seobe katoličkog življa iz BiH u Hrvatsku 1687., sele se i Maretići od bojazni od turske osvete jer su postali poznati kao harambaška obitelj. Većina ih se naselila u okolicu Sinja u mjesto Dicmo. Poznat je harambaša Ilija Maretić, koji se doselio sa svojom devetoročlanom obitelji, a mletačke vlasti mu povjeravaju zapovjedanje s jednom od dvije banderije u dicmanjanskoj kotlini. Petorica Maretića bili su franjevci. Od Maretića je vjerojatno najpoznatiji hrvatski jezikoslovac i leksikograf Tomislav Maretić.

## Ogranci
Obitelj Vojković pripadala je starom hrvatskom praplemstvu iz Goričke županije, i to rodu iz Klokočkog plemena koji se odijelio od velikog plemena Karinjana i Lapčana. Kralj Bela IV. darovao je obitelji područje Klokoča 1224. godine. Potomci Vojka (sin Jurja Maretića) uzeli su oko 1460. godine prezime Vojković. Tijekom 15. i 16. stoljeća posjedovali su Vojković-grad u blizini Klokoča. [nedostaje izvor]

## Poznati Maretići
- Tomislav Maretić (1854. – 1938.) - hrvatski leksikograf
- Zvonimir Maretić, hrvatski liječnik - internist i infektolog (1921. – 1989.)
- Ivan Maretić (?-1563.) - kapetan utvrđenog grada Klokoča, poginuo u borbi
- Gideon Maretić (Gedeon Ernst Maretich von Riv-Alpon)[nedostaje izvor] (1771. – 1839.) -   general u vojsci Habsburške monarhije, barun
- Ilija Maretić  (?-?) - poznati harambaša